# Пробуждение смерти
«Пробуждение смерти» (англ. Wake of Death) — боевик с Жан-Клодом Ван Даммом в главной роли, снятый Филиппом Мартинесом, Цессом Сильверой и Ринго Ламом в разный период времени.
Первоначально на должность режиссёра был назначен Ринго Лам, для которого фильм планировался стать четвёртой полноценной работой с Жан-Клодом Ван Даммом («Максимальный риск», «Репликант», «В аду»), однако после нескольких недель съёмок в Канаде Лам был вынужден покинуть проект. Вскоре его заменил режиссёр Цесс Сильвера, который был уволен спустя две недели съёмок в Южной Африке, после чего обязанности режиссёра взял на себя продюсер и сценарист Филипп Мартинес.

## Сюжет
Бен Арчер — член преступной организации. Утомлённый грязной работой, он говорит своим партнёрам, что готов «завязать». Его жена Синтия — социальный работник INS. Неожиданно она приводит в дом китайскую девочку-беженца. Но она — не просто ребёнок, а дочь босса китайской триады Сан Куана, на поиски которой он бросил своих головорезов. Синтия Арчер убита, а сын Бена — Николас — исчезает, как, впрочем, и китайская девочка. Бен должен спасти детей и отомстить за смерть своей жены.

## В ролях
- Жан-Клод Ван Дамм — Бен Арчер
- Саймон Ям — Сан Куан
- Филип Тан — Хан
- Валери Тиан — Ким
- Тони Шиена — Тони
- Клод Эрнандес — Рэймонд
- Лиза Кинг — Синтия Арчер
- Энтони Фриджон — Макс
- Дэнни Кеог — Мак Хоггинс
- Пьер Маре — Николас Арчер
- Уоррик Грайр — Да Коста
- Том Ву — Энди Ван
- Арнольд Чон — байкер-головорез